# ويليام براون (لاعب كريكت)
ويليام براون (1889 - )  (بالإنجليزية: William Brown)‏ هو لاعب كريكت بريطاني.